# Томас Флоршюц
Томас Флоршюц (нім. Thomas Florschütz, 20 лютого 1978) — німецький бобслеїст, призер Олімпійських ігор, чемпіон світу.
Томас Флоршутц виступає на міжнародному рівні з 2001 року. Він завоював три медалі на чемпіонатах світу — золоту і дві срібні. На Олімпіаді у Ванкувері Флоршутц здобув срібну медаль.
Старший брат Томаса Андре виступає за Німеччину в санному спорті.